# Associated Cement Companies
Associated Cement Companies, Ltd. (ACC) ist ein Baumittelhersteller aus Indien mit Unternehmenssitz in Mumbai.
ACC wurde 1936 gegründet. Das Unternehmen bezeichnet sich mit einer Produktion von 18 Millionen Tonnen Zement als größter Zementhersteller in Indien, beschäftigt derzeit rund 9.000 Mitarbeiter und erwirtschaftete 2013 einen Jahresumsatz von ca. 1,4 Milliarden Euro.
Das Unternehmen wurde 2004 von dem schweizerischen Unternehmen Holcim übernommen. Am 1. September 2006 wurde der Unternehmensname (Firma) von The Associated Cement Companies Limited" in ACC Limited" geändert.

## Standorte
Zementfabriken stehen in
- Gagal in Himachal Pradesh
- Tikaria in Uttar Pradesh
- Lakheri in Rajasthan
- Kymore in Madhya Pradesh
- Chaibasa in Jharkhand
- Sindri in Jharkhand
- Jamul in Chhattisgarh
- Wadi in Karnataka
- New Wadi in Karnataka
- Macherial in Andhra Pradesh
- Madukkarai in Tamil Nadu